# Silicon Tare
Silicon Tare é o quarto extended play (EP) do produtor musical estadunidense Seth Haley sob o pseudônimo Com Truise, lançado em 1 de abril de 2016 através da Ghostly International. Haley descreveu seus lançamentos sob Com Truise como partes de uma história de ficção científica sobre o primeiro "astronauta sintético" do mundo, que começou em seu primeiro álbum de estúdio, Galactic Melt (2011), e Silicon Tare é onde o astronauta faz contato com a colônia Wave 1 (derivado do EP de mesmo nome). Silicon Tare foi influenciado em parte pela mudança de Haley para a Costa Oeste dos Estados Unidos.
Silicon Tare é composto de cinco faixas e foi considerado "mais quente" e "rápido"  que lançamentos anteriores do projeto. O EP foi promovido com dois singles e teve recepção geralmente positiva, mas recebeu críticas negativas por ser muito semelhante aos lançamentos anteriores de Haley. Comercialmente, atingiu a quarta posição na Dance/Electronic Albums da Billboard.

## Antecedentes e lançamento
Silicon Tare faz parte de uma história de ficção científica criada por Seth Haley sobre "o primeiro astronauta sintético da Terra", que começou no álbum de estreia de Haley, Galactic Melt (2011) e continuou no EP Wave 1 (2014). De acordo com a Ghostly International, gravadora que lançou o álbum, a história se torna mais "sombria" com o lançamento. Logo após a conclusão de Wave 1, o astronauta consegue fazer contato com a "colônia Wave 1". No entanto, "as coisas ficam nebulosas. Ele se apaixona; uma guerra está por vir. Uma história que começou em esperança e sonhos de descoberta termina em uma nota incerta. A mudança está no ar". Silicon Tare foi o penúltimo lançamento a fazer parte desta história, com o último sendo o segundo álbum de estúdio de Haley, Iteration (2017).
Haley declarou que algumas faixas do EP eram "um pouco mais velhas", enquanto outras foram influenciadas por ele se mudar da Costa Leste dos Estados Unidos para a Costa Oeste, porque o local "tem sua própria magia estranha". Seu estúdio ali foi uma casa que ele alugou de um amigo. Ele descreveu o estúdio como mal organizado e, na época, um trabalho em andamento. Ele explicou que o álbum "foi mais uma experiência para mim tentar fazer algo que soasse como eu, mas diferente, para manter a porta aberta para o futuro do projeto Com Truise".
Em 10 de fevereiro de 2016, ele anunciou Silicon Tare, lançando "Diffraction" como o primeiro single. Exatamente um mês depois, Haley lançou a faixa-título como o segundo single. Silicon Tare foi lançado em 1 de abril de 2016 pela Ghostly International.

## Composição
Paul Simpson da AllMusic disse que o EP tem "ritmos mais rápidos e urgentes do que qualquer lançamento anterior de Com Truise". Em uma entrevista, Haley disse que o EP parecia "um pouco mais quente" do que os lançamentos anteriores por causa de uma atualização no software que ele usa para criar música, fazendo-o soar "um pouco mais aberto". De acordo com a Ghostly, o álbum apresenta sua "assinatura sonora sempre cinematográfica" e "padrões 4/4 de bumbo" com ritmos e dinâmicas "coloridas e variadas".
Silicon Tare abre com "Sunspot", com "seu tom rosa suave, baixo sintético de slap e percussão quase 808 [relembrando] o final mais ousado do pop dos anos 80". A próxima faixa é "Forgive", com "grandes faixas de sintetizador e uma faixa de ritmo alegremente agitada que para, começa e estala continuamente". A terceira faixa é "Diffraction", descrita como "uma máquina de pinball cósmica de sintetizadores dispersos". "Diffraction" é seguida pela faixa-título, "onde a relação entre os graves, os baixo-baques e as brilhantes notas agudas são mais emaranhadas e emocionantes". O EP termina com "du Zirconia", uma "melodia elaborada meticulosamente".

## Recepção crítica
| Críticas profissionais | Críticas profissionais |
| Pontuações agregadas   | Pontuações agregadas   |
| Fonte                  | Avaliação              |
| ---------------------- | ---------------------- |
| Metacritic             | 68/100                 |
| Avaliações da crítica  |                        |
| Fonte                  | Avaliação              |
| AllMusic               | [ 5 ]                  |
| Exclaim!               | 6/10                   |
| The Line of Best Fit   | 7/10                   |
| Pitchfork              | 5.9                    |
| PopMatters             | 6/10                   |
| Tiny Mix Tapes         | [ 11 ]                 |

No agregador de críticas Metacritic, Silicon Tare tem uma classificação média de 68/100, indicando "avaliações geralmente favoráveis". Paul Simpson da AllMusic considerou o EP "sua obra mais tecnologicamente avançada até hoje, sem as texturas nebulosas e granuladas pelas quais ele se tornou conhecido", e com um som de alta qualidade. Rob Arcand escreveu para a Tiny Mix Tapes que o EP se assemelhava a 2010, "o que pode ser uma coisa boa, dependendo de como você olha para ele". Marc Hogan da Pitchfork criticou ao escrever que Haley fez "pouco" para expandir nas ideias iniciais das canções.
Alguns críticos notaram semelhanças entre Silicon Tare e lançamentos anteriores de Com Truise. Luke Pearson escreveu à Exclaim! que o EP "soa como um artista aperfeiçoando seu estilo ao invés de desenvolvê-lo". Hogan sentiu que o EP não diferia significativamente dos lançamentos anteriores, "então se você gostou [deles] há pouco aqui para achar muito perturbador". No entanto, John Bell declarou à The Line of Best Fit que o álbum era "um pouco mais enérgico" do que os lançamentos anteriores e o descreveu como "muito forte [...] enérgico e intenso, [prometendo] um final de alta octanagem". De acordo com Colin Fitzgerald, da PopMatters,  Haley estava se limitando "por nunca abandonar sua zona de conforto", e concluiu a crítica dizendo que Silicon Tare "é um EP Com Truise para os fãs de Com Truise".

## Lista de faixas
Todas as faixas foram compostas e executadas por Seth Haley como Com Truise.
| N.º            | Título         | Duração |  |
| 1.             | "Sunspot"      | 4:04    |  |
| 2.             | "Forgive"      | 3:26    |  |
| 3.             | "Diffraction"  | 4:13    |  |
| 4.             | "Silicon Tare" | 4:02    |  |
| 5.             | "du Zirconia"  | 5:58    |  |
| Duração total: | Duração total: | 21:46   |  |

## Paradas musicais
| Parada (2016)                            | Posição de pico |
| ---------------------------------------- | --------------- |
| Estados Unidos (Dance/Electronic Albums) | 4               |